# Макарова Маріанна Володимирівна
Макарова Маріанна Володимирівна — економіст, доктор економічних наук, професор. Народилася 4 грудня 1963 року у Харкові. 1986 року закінчила Московський університет, працювала у Полтавському сільськогосподарському інституті.
З 1995 працює на кафедрі документознавства та інформаційної діяльності в економічних системах (ДІДЕС), вищий навчальний заклад Укоопспілки «Полтавський університет економіки і торгівлі» (ПУЕТ).
У 2001–2003  роках і з 2007 року - завідувач, у 2006–2007 роках – професор кафедри інформаційно-обчислювальних систем. В той же час з 2010 року – провідний науковий співробітник Міжнародного науково-навчального центру інформаційних технологій і систем НАНУ та Міністерства освіти і науки України. Теми наукових досліджень: електронний бізнес та кооперація, застосування інформаційних технологій у навчальному процесі.
Відмінник освіти України (2004).
Доктор економічних наук (2007).  Професор (2008).
Має державну відомчу відзнаку Міністерства освіти і науки України — знак «За наукові досягнення» (2008).

## Вибрані публікації
- Електронна комерція: Посібник для студентів вищих навчальних закладів / К.: Видавничий центр "КМ Академія, 2002
- Тенденції розвитку цифрової економіки: Монографія / Полтава: РВВ ПУСКУ 2004. 236
- Дистанційна зайнятість в умовах розвитку мережної економіки / Економіка та держава, 2006. 80-87
- Ефективність застосування мережних технологій в компаніях / Полтава: РВВ ПУСКУ, 2008
- Етапи й моделі становлення інформаційних суспільств / Економіст, 2004, С.62-64
- Регіональні тенденції готовності країн світу до мережної економіки / Регіональна економіка, 2005, С. 157—170
- Віртуальні організації як концепція штучного інтелекту, її комунікативний аспект / 2014
- Модель діагностики економічної безпеки процесу прийняття інвестиційних рішень на підприємстві / М. В. Дорошко / Управління проектами та розвиток виробництва, 2012, 37-44
- Українське інформаційне суспільство і його мережна економіка: реалії й перспективи / Економіко-математичне моделювання соціально-економічних систем. Зб. наук … 2005
- Сучасні методи інформаційної аналітики / Вищий навчальний заклад Укоопспілки «Полтавський університет економіки і торгівлі», 2016
- Структурні зміни у суспільстві та економіці під впливом комунікацій та інформації: матеріали Міжнар. наук.-практ. конф., 12-13 трав. 2016 р., Полтава / Полтава: Укоопспілка, ВНЗ Укоопспілки «Полтавський університет економіки і торгівлі»
- Економічна інформатика / М. В. Макарова, С. В. Гаркуша, Т. М. Білоусько, О. В .Гаркуша / Суми: Університетська книга, 2015
- Становлення національної цифрової економіки: Автореферат… д. економ. наук спец.: 08.02.02 — економіка та управління науково-технічним прогресом / Одеса: Інститут проблем ринку та економіко-екологічних досліджень НАН України / 2006
- Подальше загострення кризи економічної теорії в умовах мережної економіки / Моделювання та інформаційні системи. Зб. наук. праць, С. 236—246 / 2005
- Зміни в організаційній структурі підприємств в інформаційному суспільстві / Міжнародний науково-навчальний центр ЮНЕСКО інформаційних технологій та систем / 2004